# Tønder Flyveplads
Tønder Flyveplads ligger i Sønderjylland i Tønders sydvestlige udkant, umiddelbart syd for skoproducenten ECCOs kursuscenter. Pladsen er hjemsted for Tønder Flyveklub, der på pladsen bl.a. tilbyder udlejning og undervisning for medlemmerne.
Pladsen havde indtil 2023 et SAAB Draken som portvagt, hvilket fostrede kælenavnet Tønder Air Force Base.